# Dominic Demeritte
Dominic Demeritte (né le 22 février 1978 à Nassau) est un athlète bahaméen, spécialiste du 200 m.
Il est devenu champion du monde en salle en 2004, en 20 s 66 (le temps le plus lent aux Championnats du monde en salle depuis 1991).

## Meilleurs temps
- 100 mètres : 10 s 26 (2003)
- 200 mètres : 20 s 21 (2002)
- 400 mètres : 47 s 28 (2002)

## Palmarès
| Année | Compétition                              | Ville                   | Résultat | Discipline       | Temps                                                        |
| ----- | ---------------------------------------- | ----------------------- | -------- | ---------------- | ------------------------------------------------------------ |
| 2003  | Championnats du monde en salle           | Birmingham, Royaume-Uni | 3e       | 200 m            | 20 s 92                                                      |
| 2004  | Championnats du monde en salle           | Budapest, Hongrie       | 1er      | 200 m            | 20 s 66                                                      |
| 2006  | Jeux d'Amérique centrale et des Caraïbes | Cartagène, Colombie     | 2d       | relais 4 × 100 m | 39 s 44 avec Adrian Griffith, Rodney Green et Derrick Atkins |

## Lien IAAF
- Ressources relatives au sport :   - Fédération des Jeux du Commonwealth
  - Olympedia
  - Tilastopaja
  - Track and Field Statistics
  - World Athletics